# فرودگاه بین‌المللی پرزیدانت کاسترو پینتو
فرودگاه بین‌المللی پرزیدانت کاسترو پینتو (به انگلیسی: Presidente Castro Pinto International Airport) (به زبان بومی: Aeroporto Internacional Presidente Castro Pinto) یک فرودگاه همگانی مسافربری با کد یاتا JPA است که یک باند فرود آسفالت دارد و طول باند آن ۲۵۱۵ متر است. این فرودگاه در کشور برزیل قرار دارد و در ارتفاع ۶۶ متری از سطح دریا واقع شده‌است.

## شرکت‌های هواپیمایی و مقصدهای پروازی
| شرکت‌های هواپیمایی     | مقصدهای پروازی                                                                                  |
| --------------------- | ----------------------------------------------------------------------------------------------- |
| اویانکا برزیل         | برازیلیا، ریو دوژانیرو گالیائو، سائو پائولو گوارولوس                                            |
| آزول برزیلین ایرلاینز | ویراکوپوس-کامپیناس، ریکایف                                                                      |
| گول ایر ترنسپورت      | برازیلیا, مینیسترو پیستارینی، ریو دوژانیرو گالیائو، کونگونیاس-سائو پائولو، سائو پائولو گوارولوس |
| تام ایرلاینز          | برازیلیا، ریو دوژانیرو گالیائو، دپوتادو لوئیس ادواردو مگاهاس، سائو پائولو گوارولوس              |